# Scheurbek
Scheurbek (Engels: Buckbeak) is de roepnaam van een hippogrief, een fabeldier dat voorkomt in de Harry Potter-boeken van de Britse schrijfster J.K. Rowling. Scheurbek woont in het Verboden Bos.
Als Hagrid, de leraar Verzorging van Fabeldieren op Zweinsteins Hogeschool voor Hekserij en Hocus-Pocus tijdens zijn eerste les de Hippogriefen als onderwerp neemt wordt Scheurbek uitverkoren om als studieobject te dienen. Scheurbek laat zich door Harry Potter met gemak berijden. Maar als Draco Malfidus, Harry's aartsvijand, de onvergeeflijke fout maakt Scheurbek te beledigen gaat het mis. Scheurbek valt Malfidus aan en verwondt hem. Draco's vader eist dat Scheurbek terechtgesteld wordt, maar door ingrijpen van Harry en diens beste vriendin Hermelien Griffel wordt Scheurbek van de dood gered.
Scheurbek zelf speelt een rol in de bevrijding van Harry's peetoom Sirius Zwarts. Scheurbek wordt hierdoor Sirius' vaste metgezel.
Scheurbek komt voor in het derde, vierde, vijfde, zesde en het zevende boek. In het zesde deel komt Scheurbek weer terug in het Verboden Bos, weliswaar onder een andere naam (Kortwiekje), maar tot grote vreugde van Hagrid.
Scheurbek vecht mee tegen de Dooddoeners in de Slag om Zweinstein.

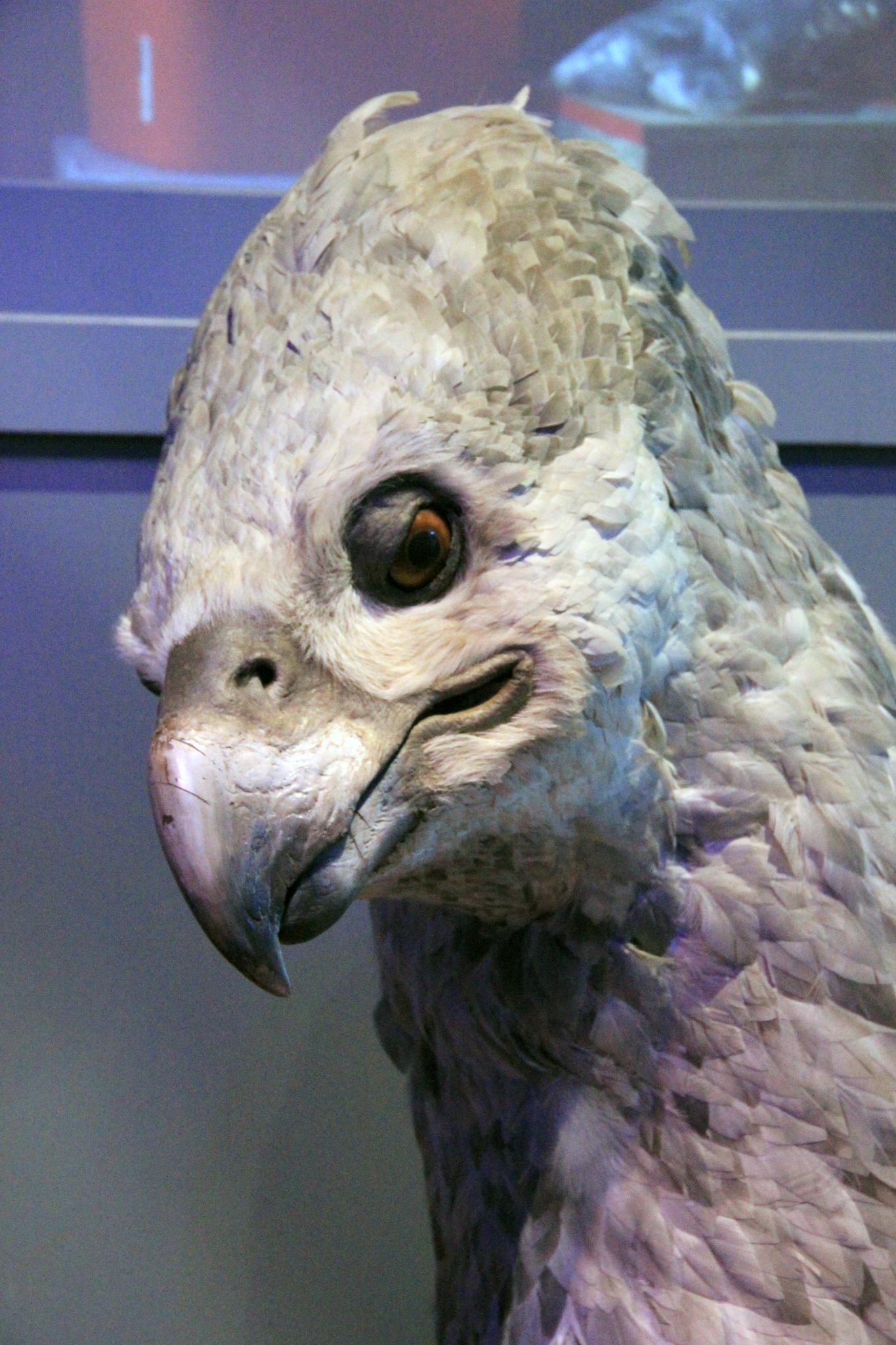